# The Heidi Chronicles
The Heidi Chronicles è un'opera teatrale della drammaturga statunitense Wendy Wasserstein, debuttata a New York nel 1988. Il dramma è restato in scena a Broadway per più di seicento repliche e ha vinto il Premio Pulitzer per la drammaturgia ed il Tony Award alla migliore opera teatrale.

## Trama
La commedia segue la vita di Heidi Holland, da liceale degli anni sessanta ad affermata storica dell'arte negli anni ottanta. Heidi non è la sola a cambiare durante questi due decenni: anche il movimento femminista evolve e l'entusiasta adesione di Heidi si trasforma in delusione negli anni.
Nella vita di Heidi ci sono due uomini: il suo miglior amico gay Peter Patrone ed il bello e superficiale Scoop Rosenbaum. Con Scoop, Heidi ha una relazione travagliata e discontinua (anche perché l'uomo è sposato e infedele). Alla fine, Heidi si rende conto di non aver bisogno di un uomo per far avverare il suo desiderio di maternità e, dopo che Peter le dona il seme, Heidi rimane incinta grazie all'inseminazione artificiale.